# Leptotogea excellens
Leptotogea excellens är en stekelart som först beskrevs av Heinrich 1936.  Leptotogea excellens ingår i släktet Leptotogea och familjen brokparasitsteklar. Utöver nominatformen finns också underarten L. e. fuscator.